# Fujisaki
Fujisaki (藤崎町, Fujisaki-machi) est un bourg situé dans le district de Minamitsugaru (préfecture d'Aomori), au Japon.

## Géographie

### Situation

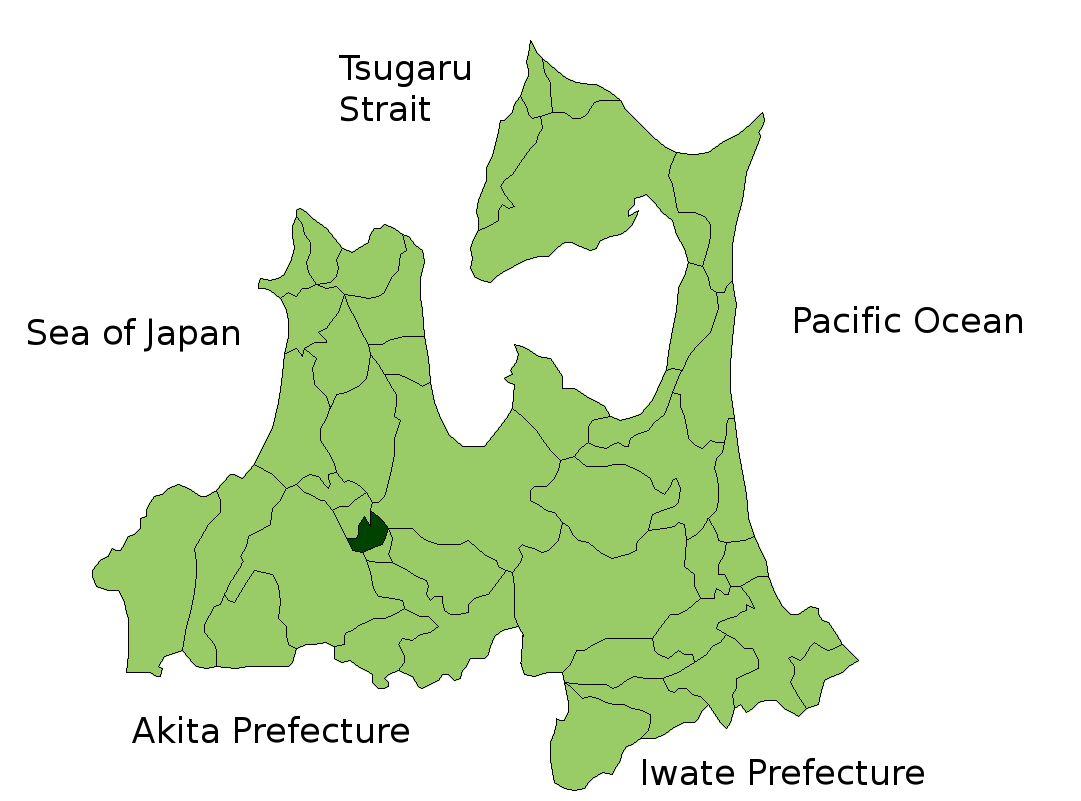
Carte de la préfecture d'Aomori avec le bourg de Fujisaki mis en évidence.

Le bourg de Fujisaki est situé dans la partie ouest de la préfecture d'Aomori, sur l'île de Honshū, au Japon. Il a pour municipalités voisines le bourg d'Itayanagi au nord, la ville d'Aomori au nord-est, la ville de Kuroishi à l'est, le village d'Inakadate au sud et la ville de Hirosaki à l'ouest.

### Démographie
Fujisaki comptait 15 662 habitants lors du recensement du 30 avril 2014.

## Personnalités liées à la municipalité
- Tarō Kimura (1965-2017), homme politique né à Fujisaki.